# Morsø Folkeblad
Morsø Folkeblad var et dansk dagblad, der udkom mandag-lørdag på Mors og som foruden Morsø Kommune dækkede det nordlige Salling og dele af Thy. Avisen blev fra 2019 en del af Nordjyske, da udgiveren, Det Nordjyske Mediehus efter flere år med skrantende økonomi gav op.
Avisen blev i 2012 købt af Nordjyske Medier;

## Historie
Avisen blev grundlagt i 1877 og var fra begyndelsen et talerør for partiet Venstre. Grundlæggerne ønskede at samle modstand mod den daværende Højre-regering. Øens anden avis, Morsø Avis, var tilknyttet netop Højre. 
Avisen blev hurtigt det førende lokale blad i oplandet, mens den efter Første Verdenskrig også overtog i byen. Siden Morsø Avis gik ind i 1962 har Morsø Folkeblad været områdets eneste dagblad.
Avisen havde i 2015 en fremgang i læsertallet på 55 %, så der i 2015 var 14.000 læsere dagligt. Avisens oplag var 3.782 i 2015.